# 社 (宗教)
社爲儒教及中國民間信仰中，掌管土地的神祇，與后土不同，后土指整個自然界的大地之神（即地母），而社神帶有人文社會屬性，指某一管治區域的土地神，可以細分為大社（管轄天子統治疆域的土地神）、國社（管轄諸侯國境的土地神）、鄉社（管轄一鄉之土地神，類似城隍、境主神）、里社或村社（即福德正神）等不同神格；和五穀之神稷神合祀時，稱為社稷。在周禮中，社神常以一棵當地常見的大樹為象徵，稱為社樹，後世由此衍生出樹神崇拜。引申為負責拜神的宗教組織時，稱為邑社或者里社。自唐代起，社亦可以指村落或者鄰里組織。:101

## 語源
「社」字不見於殷商甲骨，但甲骨文字中有祭祀「土」的例子。《殷虛書契考釋》列出兩條卜辭「𤉲（尞）于土」、「拜土」，認為是指祭社，提出甲骨文中的「土」爲「社」的假借字，亦即後世所說的社神。王國維在《殷卜辭中所見先公先王考》認爲卜辭的「土」指的是商部族首領的先祖相土。其他學者又提出了許多補充性的意見，如陳夢家認爲卜辭所祭的「土」可分爲社神與相土兩類。省吾則舉出卜辭「土」、「方」同祭之例，引《詩經·小雅·甫田》「以社以方」一句論證「土」爲「社」的假借字。姚孝遂和肖丁合著的考釋則懷疑商先公相土是從作爲自然神的「土」發展出的祖宗神。
字形方面，甲骨文「土」多作一菱形置於「一」上之形。其象徵意義衆說紛紜。李孝定以爲菱形象土塊，而一則代表地面。《淮南子·齊俗訓》有「殷人之禮，其社用石」的記載。一些學者就此認爲菱形象徵祭祀社神所用的石柱。郭沫若則認爲「土」字象女陰，源於先民的生殖崇拜。後起的「社」字則爲一會意字，左邊部首「示」，是祭壇的象形文字；右邊「土」表示「土地」。「社」的字形含義就是「神化的土地」或「在祭壇邊拜神」。:34
「土」字的由來或源自於古人膜拜的圖騰柱。經過社會的發展和歷史的演變，古人在「土」字邊加上了「礻」字旁，以「社」代表古人膜拜的神。

## 發展

### 商、周兩代
土地神「社」在商代已受崇拜。商人的最高神是「上帝」，自然神中，社是最重要的，被視作守護神。社和祖先，是商人崇拜的兩大焦點。祖靈是男性，社則有時被視為女性，與「陰」相連。:33-35
社神以土墩（天然祭壇）、大樹、豎立的石頭、木柱以至一束茅為象徵。象徵社神的土墩、大樹或石頭，稱為「社主」。商代會以人和動物祭祀社。由於社被視作國家或軍隊的保護神，征服一國時，會移除或摧毀其社石，以削弱其統治者的神靈。:35-36:130
在周代，社和穀神「稷」被一起崇拜，合稱「社稷」。周王會在冬至和夏至每年兩次祭祀社稷。社稷在露天的祭壇崇拜，祖先則進入祖廟崇拜。社稷之壇在王宮之西，祖廟在王宮之東，二者構成國家的一對象徵。:36
社的崇拜隨著分封領土而制度化。周王分封土地時，會賜予宗室一小塊國家社壇的泥土，用來建造分封新國的社壇，社成為新國的保護神。而小社神則負責保護城邑和村莊，從王都到村邑，莫不有自己的社和社壇。:37
地方性的社每年接受春秋二祭，水旱等災害結束後也會祭社。拜祭社神時會獻上犧牲，儀式結束後，族群中人一起歡宴，分享犧牲之肉。典禮費用由族群中人分擔，由當地父老或村長領導。社壇四周土地則成為公共聚會的場所。因此，社是一地社會和宗教活動的中心。:38-39

### 秦漢六朝
漢代繼承周代傳統，從中央到地方官署都崇拜社，由官員主持，然而社之崇拜已不如周代時重要。社壇四周土地是公共空間，在此也舉行地方官就職和祈雨等儀式。
在鄉里，社崇拜是民間事務，負責人稱為「社宰」或「祭尊」，社亦稱為「后土」、「土地」或「地主」。祭社活動或自願參加，須籌集捐款。後來地方佛教社團因此亦沿用「社」一名。崇拜社後有分發肉食和飲酒儀式，在群體中促進同族精神的形成。:40
魏晉南北朝時道教、佛教的集會宴會「齋」，演變自社的崇拜。拜佛的民間組織「邑會」，則演變自社的組織。:40, 93

### 唐宋元明清
各地村落都為避免水旱、祈求豐收和感謝神靈，以石塊或樹木為社，加以崇拜祭祀。祭社時，村民會奏樂、供奉、燒紙錢、大吃大喝，兒童遊玩，巫覡亦會參與起舞，鼓聲雷鳴。南方人端午節競舟，也會祭社。:133-135
祭社所費不菲，社錢多由巫覡徵收。村落或為祭社活動而訂立社規。唐代五代時，朝廷則會鼓勵和獎掖民間的祭社活動。:134-136
自宋代起，祭社漸受冷落，尤其在北方。村落各建廟宇，包括土地廟，過去對社所作避水旱災害的祈求，開始轉向各種神廟。:132, 146
「社」的意思亦有變遷，可容納各種神靈。社原本是「壇而不屋」的，但廟宇為農事祈求而建的，有時都稱為「社」，廟中神靈亦被視為社公。由於狐仙信仰盛行，狐神有時也被視為社公。「社」成為農村民間神靈的一個總稱。:133, 137, 158-159

### 引用
1. ↑  楊慶堃. . 上海人民出版社. 2007.
2. ↑  王國維. .
3. ↑  陳夢家. . . 1956.
4. ↑  于省吾. .
5. ↑  姚孝遂、肖丁. . .
6. ↑  李孝定. .
7. ↑  張世超、孫淩安、金國泰、馬如森. .
8. ↑  郭沫若. . .
9. 1 2 3 4 5 6 7 8  王靜芬. . 商務印書館. 2011.
10. 1 2 3 4 5  金井德幸. . . 上海古籍出版社. 1992.